# Román Fresnedo Siri
Román Fresnedo Siri (Salto, 4 de febrero de 1903 - Montevideo, 26 de junio de 1975) fue un arquitecto uruguayo que realizó el diseño del edificio de la sede de la Organización Panamericana de la Salud en Washington.

## Biografía
Roman Fresnedo nació en Salto y durante su niñez su familia emigró a Paraguay donde cursa educación primaria, secundaria y estudios de Agrimensura.   En 1923, su familia regresa a Montevideo, donde inicia sus estudios en arquitectura egresando en 1930. Se gradúa con medalla de oro como arquitecto de la Facultad de Arquitectura, Universidad de la República, ubicada en el antiguo edificio de la Facultad de Matemáticas en la Ciudad Vieja de Montevideo.

## Obras
- Tribuna Folle Ylla (1938) y el Local Tribuna (1945) en el Hipódromo de Maroñas;
- Las "casas gemelas" sobre la Av. Ing. Luis Ponce (1946, hoy demolidas);
- Edificio de la Facultad de Arquitectura, inaugurado en 1947, ubicado en la esquina de Bulevar Artigas con Bulevar España (en colaboración con su colega Mario Muccinelli);
- Palacio de la Luz, sede central de UTE, en el barrio Arroyo Seco;
- Sede de la Organización Panamericana de la Salud en Washington D. C., Estados Unidos, inaugurado en 1965;[2]

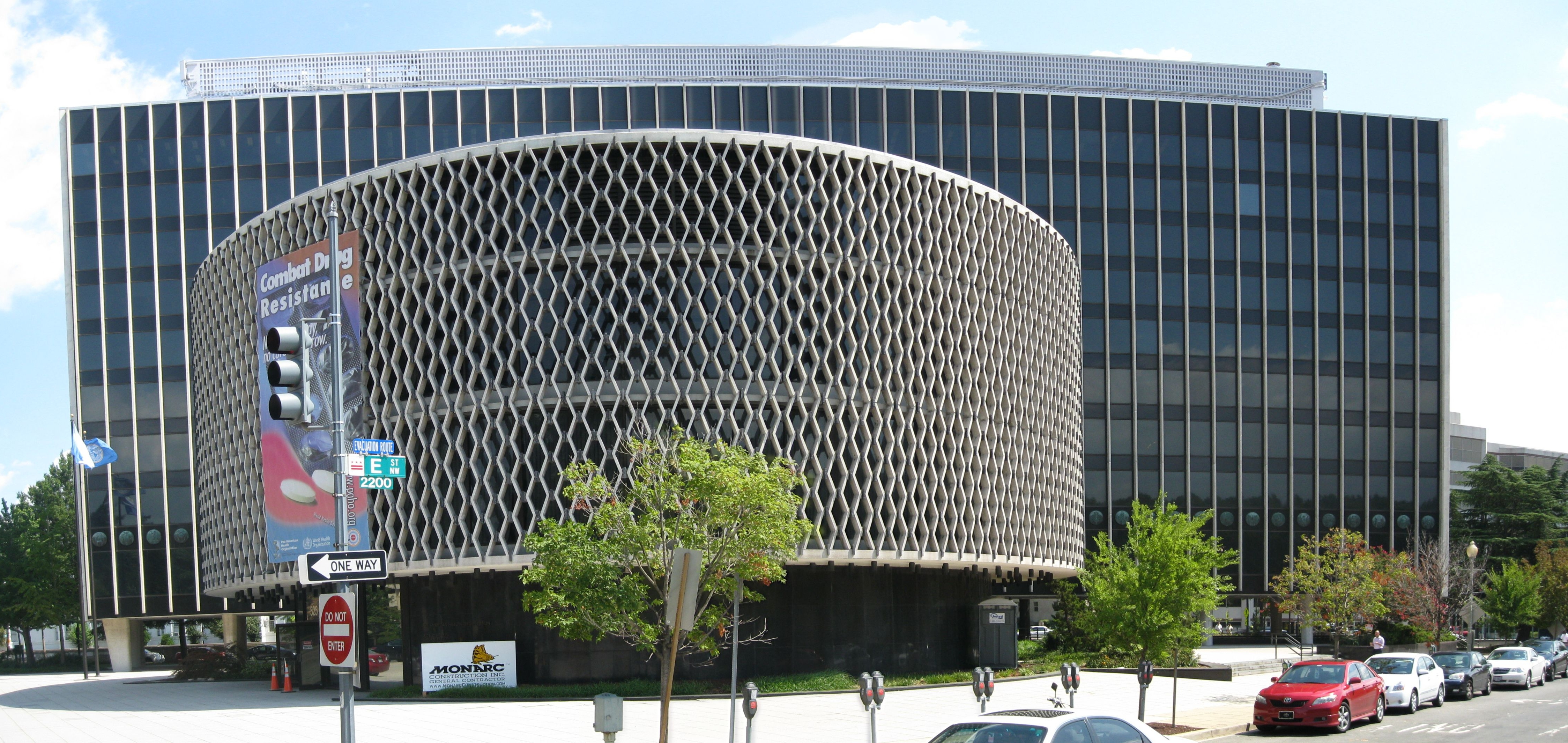
Pan American Health Organization building

- Monumento a Luis Batlle Berres inaugurado en 1967;

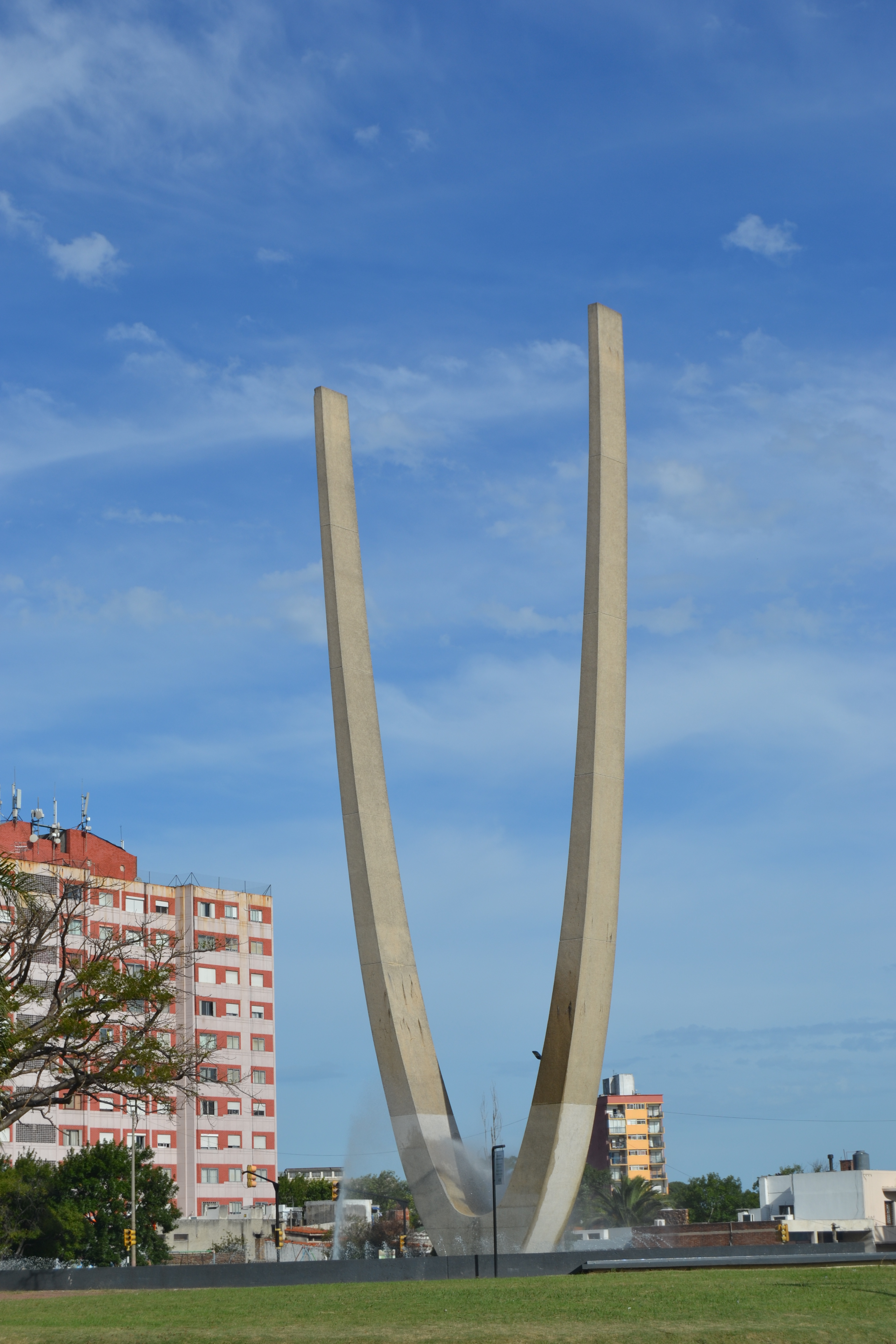
Luis Batlle Berres (1)

- Diseño y urbanización del balneario Lagomar en Ciudad de la Costa, Canelones, en 1952;

- Sanatorio Americano, en la zona del Parque Batlle (1943-1946)
- Hipódromo do Cristal, (1951-1959) en Porto Alegre. Brasil.
- Edificio Esplanada (1952) en  Porto Alegre. Brasil.[3]